# Edrice Aristilde
Edrice Aristilde (* 28. März 1974) ist ein ehemaliger Fußballspieler, der für die Nationalmannschaft der Turks- und Caicosinseln gespielt hat. Er wurde als Abwehrspieler eingesetzt.

## Spiele für die Nationalmannschaft
Aristilde spielte bei einem inoffiziellen Freundschaftsspiel gegen die U-21 der Kaimaninseln, das Spiel endete mit 5:0 für die Turks- und Caicosinseln und fand am 25. September 2000 statt. Zwei Tage später spielte er dann gegen die erste Auswahl der Kaimansinseln beim Western Union Cup, die Partie ging mit 0:3 verloren. Er stand in der Anfangself und spielte durch. Auch bei der folgenden Turnier-Begegnung gegen Harbour View FC spielte Aristilde bis zum Abpfiff. Bei der Begegnung, die mit 1:8 verloren ging, erzielte er den einzigen Treffer seiner Mannschaft.